# Nabari
Nabari (名張市?) è una città giapponese della prefettura di Mie.